# 元史紀事本末
『元史紀事本末』（げんしきじほんまつ）は、明代に作られた中国の紀事本末体の歴史書で、大元ウルス（元朝）の事件を全27項目に分けて説明したものである。

## 概要
本書は1606年（万暦34年）に陳邦瞻によって編纂された書であり、元来6巻編成であったが、明末の張溥が史論を各編の後に加えて27巻に再編したものが現在では広く知られている。清代には『宋史紀事本末』『通鑑紀事本末』と合刻された『五種紀事本末』が刊行され、広く流通した。
本書は元代の重要事件を網羅しておりかつては宋元時代の研究に多く用いられたが、現在では史実の考証や原史料からの引用に問題点がいくつかあることが指摘されている。例えば、文宗トク・テムルの息子グナダラがエル・テグスと改名したことを記さずあたかも両者が別人であるかのように記したり、明代のいくつかの史料によって没年が特定できるココ・テムルについて単に「後終る所を知らず」と記したりする点は、後代の『新元史』などの編纂物に比べ考証が不十分であると評されている。

## 内容
| 巻目 | 巻題               | 内容                                                                     |
| ---- | ------------------ | ------------------------------------------------------------------------ |
| 巻1  | 江南群盗之平       | 南宋の平定後、江南で生じた叛乱                                           |
| 巻2  | 北辺諸王之乱       | ナヤン(乃顔)、カイドゥ(海都)、ドゥア(篤哇)らによる大元ウルスへの叛乱     |
| 巻3  | 高麗之臣           | 高麗国のモンゴルへの臣従                                                 |
| 巻4  | 日本用兵           | 日本(鎌倉幕府)への侵攻                                                   |
| 巻5  | 占城安南用兵       | チャンパ(占城)・陳朝大越国(安南)への侵攻                                 |
| 巻6  | 西南夷用兵         | パガン朝ビルマ(緬)、ラーンナー王国(八百媳婦)、ザルダンダン(金歯)への侵攻 |
| 巻7  | 阿合馬桑盧之奸     | アフマド(阿合馬)、サンガ(桑哥)、盧世栄らの専権と失脚                     |
| 巻8  | 科挙学校之制       | 大元ウルスにおける科挙制度の制定                                         |
| 巻9  | 廟祀之制           | 大元ウルスにおける廟祀制度の制定                                         |
| 巻10 | 律令之定           | 大元ウルスにおける律例の制定                                             |
| 巻11 | 運漕 河渠海運      | 大元ウルスにおける運漕                                                   |
| 巻12 | 治河 窮河源附      | 大元ウルスにおける治河                                                   |
| 巻13 | 五年七月河決済陰   | 南宋の平定後、江南で生じた叛乱                                           |
| 巻14 | 官制之定           | 大元ウルスにおける官制の制定                                             |
| 巻15 | 尚書省之復         | 大元ウルスにおける尚書省の設置・廃止                                     |
| 巻16 | 諸儒出処学問之概   | 南宋の平定後、江南で生じた叛乱                                           |
| 巻17 | 郭守敬授時暦       | 郭守敬による授時暦の制定                                                 |
| 巻18 | 仏教之崇           | 大元ウルスにおけるチベット仏教の流行                                     |
| 巻19 | 武仁授受之際       | 武宗カイシャンとその弟仁宗アユルバルワダの即位                           |
| 巻20 | 鉄木迭児之奸       | テムデルの専権と失脚                                                     |
| 巻21 | 晋邸之立           | 南坡の変と晋王イェスン・テムルの即位                                     |
| 巻22 | 三帝之立           | 明宗・文宗・順帝の即位                                                   |
| 巻23 | 脱脱之貶           | トクトの活躍と失脚                                                       |
| 巻24 | 小明王之立         | 小明王韓林児の蜂起                                                       |
| 巻25 | 察罕帖木児克復之功 | チャガン・テムルによる紅巾の乱平定                                       |
| 巻26 | 東南喪乱           | 元末の江南で起こった叛乱                                                 |
| 巻27 | 諸帥之争           | 博囉 庫庫 李思斉 張良弼                                                  |

## 関係項目
- 『元史』
- 『宋史紀事本末』
- 『明史紀事本末』